# Le Valtin
Le Valtin es una comuna francesa situada en el departamento de Vosgos, en la región de Gran Este.

## Demografía
| 118 | 115 | 90 | 87 | 101 | 98 | 73 |
| Para los censos de 1962 a 1999 la población legal corresponde a la población sin duplicidades (Fuente: INSEE [Consultar]) |     |    |    |     |    |    |